# Muerte de un viajante (telefilme de 1985)
Muerte de un viajante es un telefilme estadounidense de 1985 basado en la obra de teatro homónima de Arthur Miller, escrita en 1949. Dirigido por Volker Schlöndorff, está protagonizado por Dustin Hoffman, Kate Reid y John Malkovich en los papeles principales. El guion sigue prácticamente al pie de la letra la obra original de Miller.

## Sinopsis
Willy Loman, viajante de comercio de 60 años, ha perdido su empleo y comienza a preguntarse si ha logrado tener éxito en los esfuerzos que ha hecho durante toda su vida. Descubre que en ella existen más decepciones, oportunidades perdidas y sobre todo metas irracionales, que triunfos. Intenta comunicarse con su familia, compuesta por su esposa, Linda y sus dos hijos, Biff y Happy; queda sumido en la confusión al darse cuenta de que su esposa aun lo ama, pero que ha sufrido toda su vida junto a él. Sus hijos, que en la infancia lo adoraban, ahora lo desprecian. Willy siente que la angustia lo consume y comienza a buscar con desesperación las causas de su fracaso vital, lo que lo lleva a perder el contacto con la realidad. 

## Reparto
| Actor             | Personaje     |
| ----------------- | ------------- |
| Dustin Hoffman    | Willy Loman   |
| Kate Reid         | Linda Loman   |
| John Malkovich    | Biff Loman    |
| Stephen Lang      | Happy Loman   |
| Charles Durning   | Charley       |
| Louis Zorich      | Ben           |
| David S. Chandler | Bernard       |
| Tom Signorelli    | Stanley       |
| Linda Kozlowski   | Miss Forsythe |
| Jon Polito        | Howard Wagner |

## Premios
- Recibió tres premios Emmys en 1986: Mejor dirección artística en una miniserie, telefilme o especial para Tony Walton (diseñador de producción), John Kasarda (director artístico) y Robert J. Franco (decorador de escena); mejor actor principal en una Miniserie o telefilme para Dustin Hoffman y mejor actor de reparto en una Miniserie o telefilme para John Malkovich. Tuvo otras seis nominaciones: Mejor composición musical en una miniserie, telefilme o especial, por el compositor Alex North; Mejor vestuario en una miniserie, telefilme o especial para la diseñadora de vestuario Ruth Morley; mejor dirección en una miniserie, telefilme o especial dramático para Volker Schlöndorff; Mejor especial de comedia o drama; Mejor montaje en una miniserie, telefilme o especial monocámara; Mejor edición de sonido en una miniserie, telefilme o especial; y mejor actor de reparto en una Miniserie o telefilme para Charles Durning.

- Globo de Oro 1986 al mejor actor de miniserie o telefilme para Dustin Hoffman.[1] Fue nominada a la mejor miniserie o telefilme; también lo fueron John Malkovich al mejor actor de reparto de serie, miniserie o telefilme y Kate Reid a la mejor actriz de reparto de serie, miniserie o telefilme
- Dos premios de la Television Critics Association (Asociación de críticos de televisión) 1986, al mejor Drama y al programa del año.
- Premio Sant Jordi 1990 al mejor actor extranjero para John Malkovich.